# A is for Accident
A Is For Accident , reprezentând o colecție a înregistrărilor live dintre anii 2001-2003, este primul album The Dresden Dolls, lansat pe 27 mai 2003 de către Important Records.

## Personal
- Amanda Palmer - pian, vocal, versuri, compozitor
- Brian Viglione - tobe/percuție, chitară

## Lista pieselor
1. Missed Me (Live album Demo) – 4:49
2. Coin-Operated Boy (Live la TT's) – 5:47
3. The Time Has Come (Live ala Milky Way) – 2:45
4. Mrs. O (Live at Luxx) – 4:35
5. Christopher Lydon (Live la Sanders Theater) – 5:28
6. Glass Slipper (Live at TT's) – 7:39
7. Thirty Whacks (Live pe WBRS) – 4:54
8. Bank of Boston Beauty Queen (Live pe WMBR) – 5:46
9. Will (album outtake - B.C. Studio) – 5:09
10. Truce (Live album Demo) – 8:03
11. Stand By Your Man (Live la Lizard Lounge) – 3:22  (disponibil doar pe Cd-urile Important )